# USS Barb (SS-220)
USS Barb (SS-220) – amerykański okręt podwodny typu Gato, jeden z najskuteczniejszych okrętów tej klasy w amerykańskiej marynarce wojennej podczas II wojny światowej.
Zaprojektowany w konstrukcji częściowo dwukadłubowej, uzbrojony był w 24 torpedy wystrzeliwane z dziesięciu wyrzutni. Napęd diesel-elektryczny zapewniał mu maksymalną prędkość nawodną ponad 20 węzłów na powierzchni i niemal dziewięciu w zanurzeniu. Wzmocniony kadłub zapewniał mu zanurzenie testowe wynoszące 300 stóp (91 metrów).
„Barb” wszedł do służby w US Navy 8 lipca 1942 roku. Pierwsze patrole odbył u wybrzeży północnoafrykańskich i europejskich, działając w oparciu o porty brytyjskie. Następnie został odwołany do Stanów Zjednoczonych i przesunięty na Pacyfik. Dowodzony od końca kwietnia 1944 roku przez komandora Eugene B. Fluckeya, zatopił jednostki japońskie o łącznym tonażu 96 628 BRT, w tym lotniskowiec eskortowy „Unyō”. Kilka lat po zakończeniu wojny na Pacyfiku, przeszedł głęboką modernizację, po czym został wydzierżawiony włoskiej Marina Militare, gdzie do 1972 roku służył pod nazwą „Enrico Tazzoli”.

## Opis konstrukcji
„Barb” był dwukadłubowym oceanicznym okrętem podwodnym o długości całkowitej 95,02 m (311 stóp 9 cali), szerokości maksymalnej 8,31 m (27 stóp 3 cale), standardowej wyporności nawodnej 1526 długich ton (ts) i podwodnej 2424 ts. Kadłub został wzmocniony dla poprawienia charakterystyk zanurzenia: głębokość zanurzenia testowego wynosiła około 91 m (300 stóp) w porównaniu do przedwojennego standardu wynoszącego 250 stóp. Napęd stanowiły dwa zdwojone silniki elektryczne General Electric o łącznej mocy 2700 hp, pracujące na dwa wały napędowe ze śrubami, zasilane w czasie pływania na powierzchni przez cztery generatory General Electric o mocy 1100 kW, poruszane czterema dwusuwowymi, szesnastocylindrowymi silnikami wysokoprężnymi General Motors GMV-16 o łącznej mocy 5400 hp, zaś w zanurzeniu przez dwie baterie akumulatorów, po 126 ogniw każda, o łącznej pojemności 18 600 Ah, które zapewniały 48-godzinną autonomiczność podwodną przy poruszaniu się z prędkością 2 węzłów. Maszynownia była przedzielona grodzią wodoszczelną na dwa przedziały. Projektowana prędkość maksymalna wynosiła 20,25 węzła na powierzchni oraz 8,75 węzła w zanurzeniu, w rzeczywistości wartości te były nieznacznie większe. Zapas 97 140 galonów paliwa zapewniał w pływaniu na powierzchni zasięg maksymalny 11 000 mil morskich przy prędkości ekonomicznej 10 węzłów.
Główne uzbrojenie okrętu składało się z 24 torped Mk XIV i Mk 18, wystrzeliwanych z dziesięciu wyrzutni torpedowych kalibru 533 mm: sześciu na dziobie oraz czterech rufowych. Pierwotne uzbrojenie artyleryjskie stanowiła armata uniwersalna kal. 76 mm L/50 oraz przeciwlotnicze karabiny maszynowe. W 1943 roku „Barb” został przezbrojony w działo kal. 102 mm L/50 oraz trzy działa automatyczne Oerlikon kal. 20 mm: pojedyncze na platformie z przodu i zdwojone z tyłu kiosku. W styczniu 1944 roku otrzymał dodatkowe pojedyncze działo Oerlikon. Od stycznia 1945 roku był przezbrojony w działo uniwersalne kal. 127 mm L/25, pojedyncze działo Bofors kal. 40 mm i zdwojonego Oerlikona. Całość uzbrojenia artyleryjskiego została usunięta z pokładu przed przekazaniem okrętu marynarce włoskiej. W 1945 roku, jako pierwszy amerykański okręt podwodny, otrzymał wyrzutnię niekierowanych pocisków rakietowych kal. 127 mm (5 cali).
Wyposażenie elektroniczne stanowiły: radar obserwacji przestrzeni powietrznej typu SD, zastąpiony w końcowym okresie wojny nowocześniejszym SV, radar wykrywania celów nawodnych typu SJ, aktywny sonar oraz pasywne hydrofony. Okręt posiadał dwa peryskopy. Od 1944 roku na szczycie jednego z peryskopów zainstalowano radar typu ST, służący jako pomocniczy celownik podczas ataków nocnych i przy słabej widoczności.
Według projektu załoga okrętu miała liczyć 6 oficerów oraz 54 podoficerów i marynarzy, podczas wojny wzrosła do około 85 osób.

## Służba operacyjna
„Barb” był jednym z 73 zbudowanych okrętów podwodnych typu Gato. Pracę nad nim i szeregiem innych jednostek rozpoczęto na podstawie zgody Kongresu z 24 marca 1934 roku. Położenie stępki nastąpiło 7 czerwca 1941 roku w stoczni Electric Boat w Groton w stanie Connecticut. Ceremonia wodowania odbyła się 2 kwietnia 1942 roku, zaś matką chrzestną okrętu była żona kontradmirała Charlesa A. Dunna. „Barb” wszedł do służby 8 lipca tegoż roku, pierwszym dowódcą został komandor podporucznik (Lieutenant Commander) John R. Waterman.

### Pod dowództwem J.R. Watermana
Po odbyciu prób morskich i uzyskaniu gotowości operacyjnej, wszedł wraz z pięcioma innymi jednostkami w skład 50. Dywizjonu Okrętów Podwodnych (Submarine Squadron (SubRon) 50). 20 października opuścił New London, płynąc w kierunku północno-zachodniego wybrzeża Afryki. W ramach przygotowań do operacji Torch 50. Dywizjon miał zająć pozycje wzdłuż marokańskiego wybrzeża. Pierwszym bojowym zadaniem załogi „Barba” było rozpoznanie wybrzeża i warunków hydrologicznych w rejonie planowanego desantu. Nocą z 7 na 8 listopada, kilka godzin przed rozpoczęciem inwazji, z pokładu okrętu podwodnego przerzucono gumową łodzią na plażę w okolicy Safi grupkę zwiadowców armii, dowodzonych przez porucznika W.G. Duckwortha. Mieli oni za pośrednictwem radiostacji i lampy sygnalizacyjnej wskazać drogę w głąb zatoki dwóm amerykańskim niszczycielom. Niefortunnie, łódź opuszczono na wodę zbyt daleko od celu i wiosłujący żołnierze nie zdołali dotrzeć do brzegu przed świtem i początkiem przygotowania artyleryjskiego. Wykryci na morzu, zostali ostrzelani przez Francuzów i ich łódź zatonęła. Szczęśliwie wszyscy dopłynęli do brzegu. Podczas bombardowania brzegu i desantu wynurzony „Barb” pełnił funkcję znaku sygnalizacyjnego dla jednostek alianckiej floty. Następnego dnia otrzymał zadanie patrolowania wzdłuż marokańskiego wybrzeża, aby uniemożliwić okrętom francuskim próbę przedarcia się przez linię sprzymierzonych. Ten pierwszy patrol bojowy zakończył się 25 listopada w szkockim Rosneath.
W Szkocji 50. Dywizjon został podporządkowany brytyjskiemu dowództwu, w osobie admirała Maxa Hortona. Z bazy w Rosneath „Barb” przeprowadził kolejne cztery patrole bojowe, w Zatoce Biskajskiej oraz wodach pomiędzy Norwegią a Islandią. Nie osiągnął na nich żadnych sukcesów, nie licząc rozstrzelania licznych pływających min. Po zakończeniu ostatniego, 1 lipca 1943 roku otrzymał rozkaz powrotu do Stanów Zjednoczonych, gdzie w bazie w New London miano wymienić mu szwankujące silniki wysokoprężne i przygotować do podjęcia działań na Oceanie Spokojnym. „Barb” dotarł do New London 24 lipca i został wstawiony do doku. Następnie przez Kanał Panamski popłynął we wrześniu do Pearl Harbor. Po okresie intensywnych ćwiczeń, ostatniego dnia miesiąca wypłynął na swój pierwszy pacyficzny patrol bojowy, w kierunku chińskiego wybrzeża, na północ od Formozy. Wszystkie 20 torped, zabranych na pokład podczas tego patrolu, było wyposażonych w nowe, udoskonalone zapalniki, które miały wyeliminować problemy, doświadczane przez amerykańskich podwodniaków od początku działań wojennych.
„Barb”, wciąż dowodzony przez komandora Watermana, miał kilka kontaktów bojowych, ale nie osiągnął większych sukcesów. Dowódca raportował wprawdzie trafienia uzyskane podczas ataku na konwój 9 listopada (według innego źródła 29 października), ale nie zostało potwierdzone zatopienie któregokolwiek z celów, zaś kontratak eskorty spowodował niekontrolowane zanurzanie okrętu, powstrzymane dopiero na głębokości 375 stóp (ok. 114 metrów). „Barb” powrócił do Pearl Harbor 26 listopada, zaś 2 grudnia 1943 roku został wysłany na remont do Mare Island Naval Shipyard. Powrócił do hawajskiej bazy 15 lutego 1944 roku.
Na siódmy wojenny patrol wypłynął 2 marca, na akwen pomiędzy Marianami a Formozą. 24 marca okręt został zaskoczony na powierzchni przez nieprzyjacielski samolot, ale bomby zostały zrzucone niecelnie, powodując jedynie nieznaczne uszkodzenia. Cztery dni później komandor Waterman przeprowadził udany atak torpedowy: salwa trzech torped trafiła frachtowiec „Fukusei Maru” (2219 BRT), powodując jego zatonięcie. 17 kwietnia, wspólnie z okrętem podwodnym „Steelhead”, ostrzelał instalacje na brzegu wyspy Okino-Daitō-jima. Do Pearl Harbor powrócił 24 kwietnia. Cztery dni później nastąpiła zmiana dowódcy okrętu: nowym został komandor porucznik (Commander) Eugene B. Fluckey, który podczas ostatniego patrolu odbywał na okręcie staż dowódczy. Dotychczasowy, John R. Waterman, został w trakcie okresu spędzonego na „Barbie” odznaczony Legion of Merit za patrole atlantyckie oraz dwukrotnie Bronze Star za dwa patrole na Pacyfiku.

### Pod dowództwem E.B. Fluckeya
Przed wypłynięciem na pierwszy patrol pod nowym dowództwem (21 maja 1944 r.), okręt był wizytowany przez admirała Charlesa A. Lockwooda, dowódcę sił podwodnych Floty Pacyfiku. Fluckey obiecał mu zatopienie pięciu statków podczas rejsu. Trasa patrolu wiodła na północ, w kierunku Wysp Kurylskich, Morza Ochockiego i północnych brzegów Hokkaido. Wraz z „Herringiem” zaatakował 31 maja japoński konwój, zatapiając, pomimo kontrataków eskorty, dwa statki: „Koto Maru” (1053 BRT) i „Madras Maru” (3802 BRT). Gdy następnego dnia „Herring” został zatopiony z cała załogą przez japońską artylerię nadbrzeżną, „Barb” popłynął na Morze Ochockie, gdzie jego artylerzyści zatopili kilka japońskich sampanów, 11 czerwca „Chihaya Maru” (1160 BRT) i „Toten Maru” (3823 BRT) oraz 13 czerwca „Takashima Maru” (5633 BRT). Eskortujący go niszczyciel „Hatsuharu” przeprowadził atak bombami głębinowymi, ale był on nieskuteczny. 28 czerwca „Barb” opuścił swój sektor patrolowania, kierując się na Midway, gdzie dotarł 5 lipca. W pojedynczym patrolu zatopił nieprzyjacielskie jednostki o łącznym tonażu 15 472 BRT. Admirał Lockwood uczynił sprawę wypełnionej obietnicy komandora Fluckeya głośną i przeszła ona do historii amerykańskich sił podwodnych. Dowódca „Barba” zyskał wówczas przydomek „Lucky” Fluckey.
Na kolejny patrol „Barb” wypłynął 4 sierpnia, jako część TG 17.6, grupy okrętów podwodnych działających w taktyce wilczego stada, dowodzonej przez komandora Edwarda R. Swinburne'a i od jego imienia znanej jako „Ed's Eradicators”. Pozostałymi okrętami grupy były: „Tanny” oraz „Queenfish”. Od 10 sierpnia rozpoczęły one patrol w Cieśninie Luzońskiej, wraz z trzema jednostkami drugiego wilczego stada, znanego jako „Ben's Busters” („Growler”, „Pampanito” oraz „Sealion”). Rankiem 31 sierpnia obie grupy zaatakowały silnie broniony konwój, dowódcy „Barba” udało się zatopić transportowiec „Okuni Maru” (5633 BRT). W dalszym ciągu patrolu 4 września zatopił ogniem artyleryjskim sampan, 9 września nieskutecznie atakował nieprzyjacielski konwój i uniknął kontrataku, zaś 15 września został skierowany na ratunek rozbitkom – australijskim i brytyjskim jeńcom, uratowanym ze storpedowanego japońskiego transportowca „Rakuyo Maru” i pozostawionym przez Japończyków na oceanie. 127 z nich wzięły na pokład „Pampanito” i „Sealion”, pozostali oczekiwali na pomoc.
W drodze „Barb” i „Queenfish” przecięły kurs nieprzyjacielskiego konwoju. „Queenfish” zaatakował pierwszy, uszkadzając jeden ze statków konwoju. W tym czasie komandor Fluckey, płynąc na powierzchni, wprowadził swój okręt niezauważony pomiędzy eskortę a chronione przez nią jednostki, identyfikując dwa cele: zbiornikowiec i lotniskowiec eskortowy. Wystrzelił celną salwę z sześciu wyrzutni dziobowych, zatapiając „Unyō” oraz tankowiec „Azusa” (11 177 BRT). Pomimo kontrataku eskorty udało mu się bezpiecznie odpłynąć. 17 września „Barb” i „Queenfish” dotarły wreszcie do alianckich rozbitków, uratowały łącznie 32 osoby („Barb” czternastu) i skierowały się na Saipan, gdzie zawinęły 25 września. Po uzupełnieniu zapasów paliwa, okręt został skierowany na remont do Majuro. Dotarł tam 3 października. Osiągnięcia dowódcy „Barba” i jego załogi na dwóch kolejnych patrolach zostały docenione przez zwierzchników: komandor Fluckey został odznaczony Navy Cross.
Kolejny patrol, dziesiąty okrętu i trzeci Fluckeya, rozpoczął się 27 października 1944 roku. „Barb” wypłynął na Morze Żółte w towarzystwie „Queenfisha” oraz „Picudy”, która zastąpiła w wilczym stadzie (od nazwiska jego dowódcy, C.E. Loughlina z „Queenfisha” zwane „Loughlin's Loopers”) uszkodzony przez japońskie lotnictwo „Tanny”. 10 listopada dwie torpedy z „Barba” trafiły transportowiec „Gokoku Maru” (10 438 BRT), uszkadzając go. Aby zapobiec podjętej przez japońską załogę próbie sztrandowania, Amerykanie ostrzelali statek z działa, a następnie odpalili w jego stronę dwie kolejne torpedy. Obie zawiodły. Dopiero trzecia trafiła w cel, zatapiając go, zaś „Barb” zanurzył się, uchodząc pościgowi japońskich patrolowców. W nocy z 11 na 12 listopada okręt storpedował płynący w konwoju transportowiec amunicji „Naruo Maru” (4823 BRT), który eksplodował, oraz uszkodził „Gyokuyo Maru” (5396 BRT, zatopiony dwa dni później przez „Spadefisha” dowodzonego przez Gordona W. Underwooda), 14 listopada zniszczył trzy sampany. Następnego dnia bezskutecznie atakował płynący w konwoju HI-81 lotniskowiec eskortowy „Shin’yō”, także zatopiony później, 17 listopada, przez „Spadefisha”. Patrol zakończył na Midway 25 listopada.
Jedenasty rejs bojowy „Barba” rozpoczął się 19 grudnia, gdy okręt opuścił Midway w składzie „Loughlin's Loopers”, kierując się ku Cieśninie Tajwańskiej i wybrzeżu Chin. 1 stycznia 1945 roku artylerzyści „Barba” zatopili małą jednostkę nieprzyjaciela. 8 stycznia wilcze stado zaatakowało japoński konwój, płynący wzdłuż brzegów Chin na południe. Okręt Fluckeya wystrzelił sześć torped, atakując konwój od strony przybrzeżnych płycizn. Co najmniej cztery z nich trafiły w różne statki, jeden z nich, wyładowany amunicją, eksplodował, a fala uderzeniowa była tak silna, że na chwilę przewróciła „Barba” na burtę. Na podstawie powojennych badań japońskich archiwów ustalono, że po ataku zatonęły transportowiec „Shinyo Maru” (5892 BRT), zbiornikowiec „Sanyo Maru” (2854 BRT) oraz pasażersko-towarowy „Anyo Maru” (9256 BRT). Zniszczenie czwartego statku, tankowca „Hikoshima Maru” (2854 BRT) przyznano wspólnemu działaniu okrętów wilczego stada. 23 stycznia działający samotnie „Barb” dokonał brawurowego wyczynu nawigacyjnego, wchodząc przez wąski i zaminowany przesmyk do Zatoki Namkwan, gdzie zatopił transportowiec „Taikyo Maru” (5224 BRT). Za tę akcję załoga okrętu została wyróżniona Presidential Unit Citation, a jej dowódca odznaczony Medal of Honor.

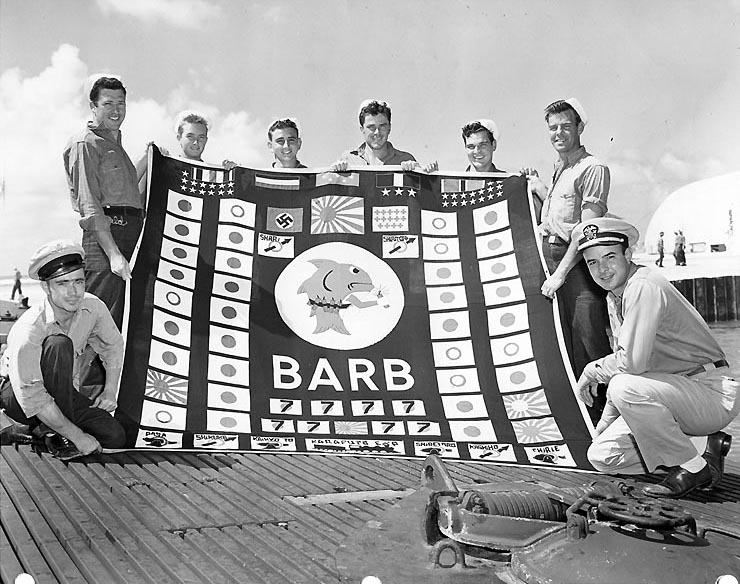
Uczestnicy akcji wysadzenia pociągu na Sachalinie prezentują flagę bojową „Barba” po zakończeniu dwunastego patrolu, Pearl Harbor, sierpień 1945 r.

Pomiędzy 27 lutego a 16 maja 1945 roku „Barb” był remontowany i przezbrajany w stoczni Mare Island. Na swój dwunasty wojenny patrol wypłynął 8 czerwca w kierunku Hokkaidō i Kuryli. Na pokładzie miał zainstalowaną eksperymentalną wyrzutnię niekierowanych pocisków rakietowych, której użycie miał przetestować podczas rejsu. W tym czasie japońska żegluga pełnomorska niemal nie funkcjonowała, więc dowódcom amerykańskich okrętów podwodnych pozostawało niszczenie małych jednostek i niekonwencjonalne akcje. Po zatopieniu 21 czerwca dwóch trawlerów, wczesnym rankiem następnego dnia komandor Fluckey po raz pierwszy użył wyrzutni rakietowej, ostrzeliwując miejscowość Shari na Hokkaidō. Następnego dnia zatopił żaglowiec, 2 lipca ostrzelał z działa miejscowość Kaihyo, 3 lipca z rakiet Shikuka na Sachalinie. 5 lipca storpedował i zatopił transportowiec „Sapporo Maru No 11” (2820 BRT). 8 i 11 lipca zatopił ogniem artyleryjskim kolejne dwie niewielkie jednostki, 18 lipca zaatakował przybrzeżny konwój. Jedna z torped trafiła w rufę 800-tonowego patrolowca „No 112”, powodując eksplozję jego bomb głębinowych i zatopienie.
W nocy z 22 na 23 lipca 1945 roku ośmioosobowy oddział marynarzy z „Barba” dowodzony przez porucznika W.M. Walkera został wysadzony na brzeg Sachalinu. Podłożyli oni ładunek wybuchowy na przebiegających wzdłuż wybrzeża torach kolejowych, wysadzając przejeżdżający pociąg. 25 (24) lipca komandor Fluckey przeprowadził trzeci, i ostatni, atak rakietowy na wybrzeże, ostrzeliwując 32 pociskami miejscowość Shiritori, a 12 kolejnymi Kashiho. Następnie ostrzelano z działa pokładowego miejscowość Chiri, a 26 lipca Shibetoro. Ostatni wojenny patrol „Barba” zakończył się 2 sierpnia 1945 roku na Midway.
Oficjalny rekord zatopień „Barba” liczy 17 jednostek o łącznym tonażu 96 628 BRT, razem z lotniskowcem „Unyō”. Wliczając w to unieruchomionego i zatopionego dwa dni później przez inny okręt podwodny „Gyokuyo Maru”, tonaż ten powiększa się do 102 024 BRT. Podczas swej wojennej służby zyskał osiem odznaczeń bojowych (Battle Stars), jego załoga była czterokrotnie wymieniana w Presidential Unit Citation i raz, za ostatni patrol, w Navy Unit Commendation.

### Powojenna służba w US Navy
17 sierpnia 1945 roku nowym dowódcą okrętu został komandor porucznik Cornelius P. Callaghan jr., który poprowadził „Barba” z powrotem do Stanów Zjednoczonych. Po krótkim pobycie w bazie Pearl Harbor (28–29 sierpnia) wypłynął w kierunku Kanału Panamskiego. Przebył go 15 września, by sześć dni później zawinąć do New London w stanie Connecticut. Pomiędzy 24 października a 1 listopada wizytował Filadelfię na obchodach Navy Day, by po powrocie do New London trafić 5 listopada do Marine Railway Drydock na remont połączony z dezaktywacją. Przeniesiony do rezerwy, 12 lutego 1947 roku został przydzielony do Rezerwowej Floty Atlantyckiej.
Reaktywowano go 3 grudnia 1951 roku, z komandorem podporucznikiem Charlesem B. Bishopem jako dowódcą. Przydzielony do 4. Dywizjonu (Submarine Squadron 4), spędził następne miesiące na szkoleniu w Narragansett Bay oraz bazie Guantanamo. 12 kwietnia 1952 roku rozpoczął czynną służbę, operując z Key West. Przebywał tam dwa lata, przerywane okresowymi rejsami szkoleniowymi do Guantanamo oraz remontem w Bostonie, od 16 grudnia 1952 do 23 marca 1953 roku. 16 lutego 1954 roku został odesłany do New London, gdzie przeszedł modernizację programu GUPPY IB. 5 lutego 1954 roku został skreślony z listy floty, by powrócić do niej na krótki czas dla odbycia prób przed wydzierżawieniem włoskiej marynarce wojennej. Jego dowódcą w tym czasie był komandor porucznik George E. Everly. Ostatecznie został wycofany ze stanu US Navy 13 grudnia 1954 roku.
Nazwę „Barb” skreślono z listy floty 28 kwietnia 1959 roku, aby zwolnić ją dla nowej jednostki z napędem atomowym (SSN-596). Odtąd wydzierżawiona jednostka pozostawała w spisach flot jako SS-220.

### W Marina Militare
Ceremonia opuszczenia bandery amerykańskiej i wciągnięcia na jej miejsce włoskiej odbyła się 13 grudnia 1954 roku o 15.30 w New London. Okręt został wydzierżawiony Marina Militare w ramach Mutual Defense Assistance Program, jego pierwszym włoskim dowódcą był komandor Vittorio Patrelli Camapgnano. Otrzymał nazwę „Enrico Tazzoli”, dla uczczenia Enrico Tazzoliego, jednego z bojowników Risorgimento, oraz okrętu podwodnego z okresu II wojny światowej, i numer taktyczny S.511.
„Enrico Tazzoli” wypłynął z New London 7 lutego 1955 roku, docierając do swego nowego portu macierzystego, Tarentu, 3 marca. Pozostał w czynnej służbie, używany głównie dla celów treningowych na Morzu Śródziemnym, aż do 15 października 1972 roku, gdy wobec złego stanu technicznego został wycofany z linii i skreślony z listy floty. 1 kwietnia 1975 roku został sprzedany na złom włoskiej firmie z Livorno.